# Frank Philippin

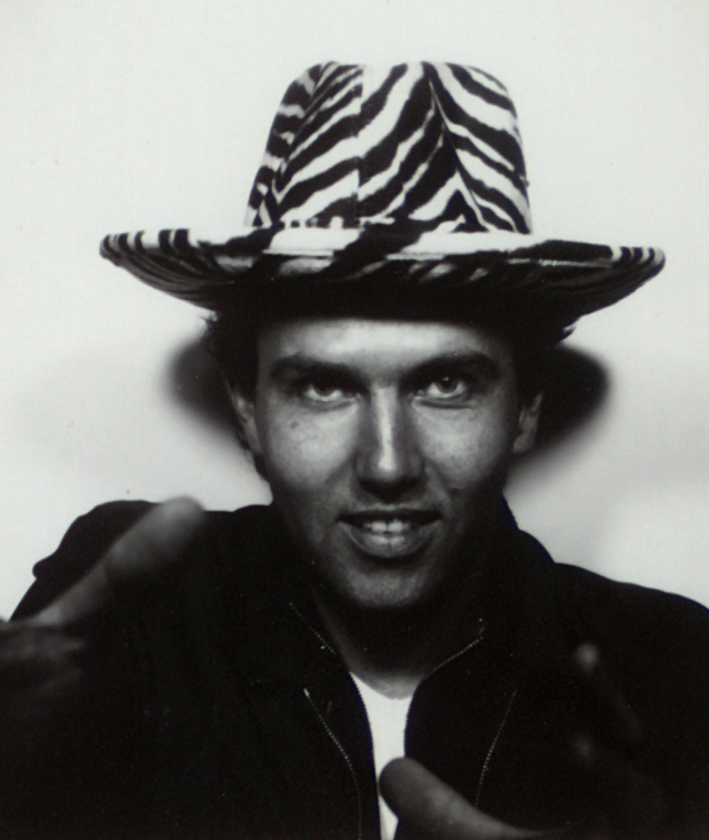
Frank Philippin (Foto: Fotoautomat)

Frank Philippin (* 3. September 1967 in Stuttgart) ist ein deutscher Grafikdesigner und Hochschullehrer.

## Leben
Frank Philippin ist in Rutesheim aufgewachsen und hat 1988 sein Abitur am Johannes-Kepler-Gymnasium Leonberg erhalten. Seine frühen Zwanzigerjahre (1986–1990) verbrachte er damit, als Sänger-Songwriter-Gitarrist, seine eigenen Bands (die Gründer, Dasmango) zu formieren, als Amateurjournalist- und Layouter für lokale Magazine zu arbeiten und den Kriegsdienst zu verweigern. Nach 20 Monaten Zivildienst (1988–1990) und fünf Jahren Arbeit (1990–1994) als selbst ausgebildeter Grafikdesigner und Artdirector in Werbeagenturen in Stuttgart (SL Design, Bläse Schott & Partner) und Hamburg (Schott Relations) siedelte er nach London (UK) um.
Zuerst studierte er von 1994 bis 1997 am Camberwell College of Arts und schloss dort mit dem Bachelor of Arts (BA) in Graphic Design ab. Von 1997 bis 1999 studierte er Graphic Design am Royal College of Art mit einem Master of Art (MA) als Abschluss.
1999 war er für ein Jahr wissenschaftlicher Mitarbeiter am Helen Hamlyn Research Centre (jetzt:  Helen Hamly Centre for Design) und gründete parallel das Designstudio Brighten the Corners. 2001 kam Studienfreund Billy Kiosoglou als Partner hinzu. Sie betreiben das 2-Mann-Studio, mit Büros in London, Aschaffenburg und Athen, zusammen.
Nachdem er von 1998 bis 2005 u. a. an der University of Brighton, Kingston University, Maidstone College of Art und Merz Akademie Stuttgart Grafikdesign unterrichtet hat, wurde er 2006 Professor am Fachbereich Gestaltung an der Hochschule Darmstadt.
Er ist seit 2008 mit Sybille Philippin geb. Specht verheiratet und hat zwei Kinder mit ihr.

## Arbeiten
Im Laufe der Jahre entstanden grafische Arbeiten (Bücher, Plakate, Briefmarken, visuelle Erscheinungsbilder, Webseiten) für das Goethe-Institut, Steidl Verlag, Frieze, Vitra Design Museum, Anish Kapoor, Zumtobel, Bundesministerium der Finanzen, Gta Verlag, British Council, Fraunhofer-Gesellschaft u. v. a. Bisher wurden fünf von Philippin gestaltete Briefmarken veröffentlicht: „100 Jahre Frauenwahlrecht“, „100 Jahre Joseph Beuys“, „100 Jahre Otl Aicher“, „225 Jahre Heinrich Heine“ und „100 Jahre Planetarium in Deutschland“. Für das Vitra Design Museum gestaltete Philippin/Brighten the Corners den Ausstellungskatalog Alexander Girard – A Designers Universe im Jahr 2016, für den sie auch ein 116-seitiges visuelles Essay mit dem Titel „Connections“ beisteuerten. Für  Anish Kapoor gestalteten Brighten the Corners 2008 dessen Webseite neu und von 2008 bis 2023 unzählige Ausstellungskataloge und Bücher u. a. „Symphony for a Beloved Sun“ für die Ausstellung im Martin-Gropius-Bau in Berlin, 2013 herausgegeben vom Verlag der Buchhandlung Walter König., 2015 Anish Kapoor Versailles für die Ausstellung im Park von Versailles, herausgegeben 2021 von Les éditions de la Rmn-GP, Paris, Make New Space Architectural Projects. 2013 kam das von Philippin/Kiosoglou editierte und gestaltete Buch „I used to be a design student“ bei Laurence King Publishing in London heraus, das sich im Wesentlichen mit dem Prozess befasst, den ein Designer durchläuft, um seine „Stimme“ zu finden. Es werden die Arbeiten und Einflüsse etc. von 50 international agierenden Designern beleuchtet, darunter Fons Hickmann, Ken Garland, Liza Enebis, Margaret Calvert, Prem Krishnamurthy, Sascha Lobe, Stefan Sagmeister. 2014 wurde auch eine koreanische Edition des Buchs und 2016 eine chinesische Edition veröffentlicht.

## Auszeichnungen
Frank Philippin und Billy Kiosoglou (Studio Brighten the Corners) haben über 50 internationale Design-Auszeichnungen erhalten, darunter den „Grand Prix beim TDC Type Directors Club Tokyo“ 2014, „Schönste Deutsche Bücher der Stiftung Buchkunst“ 2022, einen Yellow Pencil beim D&AD 2014, einen Gold Cube beim Art Directors Club ADC Global New York 2009 und 2013, einen Goldenen Nagel beim Art Directors Club ADC Deutschland 2013 und Certificates of Typographic Excellence beim Type Directors Club TDC New York 2022, 2014, 2013, 2012. Die Gestaltung des Geschäftsberichts für die österreichische Lichtfirma Zumtobel, zusammen mit Anish Kapoor, wurde 2013 für die Ausstellung „Designs of the Year“ im Design Museum London ausgewählt.

## Publikationen

### Als Buchgestalter
- Against and for Method. gta, Zürich, 2021. Zusammen mit Billy Kiosoglou. ISBN 978-3-85676-413-5.
- Make new Space. Anish Kapoor. Steidl, Göttingen, 2022. Zusammen mit Billy Kiosoglou. ISBN 978-3-95829-420-2.
- Symphony for a Beloved Sun Anish Kapoor. Walther König, Köln, 2013. Zusammen mit Billy Kiosoglou. ISBN 978-3-86335-328-5.
- I have nothing to say / Je n'ai rien a dire. Anish Kapoor. Réunion des musées nationaux (RMN), Paris, 2011. Zusammen mit Billy Kiosoglou. ISBN 9782711859115.
- Leviathan. Anish Kapoor. Réunion des musées nationaux (RMN), Paris, 2011. Zusammen mit Billy Kiosoglou. ISBN 978-2-7118-5915-3.
- In the Shadow of the Tree and the Knot of the Earth. Anish Kapoor. Lisson Gallery, London, 2012. Zusammen mit Billy Kiosoglou. ISBN 978-0-947830-38-0.

### Zusätzlich als Autor und/oder Herausgeber
- Als Autor, Herausgeber und Buchgestalter: I used to be a design student. Laurence King Publishing, London, 2013. Zusammen mit Billy Kiosoglou. ISBN 978-1-85669-898-6.
- Als (Teil-)Autor und Buchgestalter: Alexander Girard – A designer’s Universe. Vitra Design Museum, Weil am Rhein, 2016. Zusammen mit Billy Kiosoglou. ISBN 9783945852040.
- Als Herausgeber und Buchgestalter: Das gewöhnliche Design. Faksimile eines Buchs aus dem Jahre 1979 von Friedrich Friedl und Gerd Ohlhauser. Slanted Publishers, Karlsruhe, 2023. Geleitwort zusammen mit Florian Walzel. ISBN 978-3-948440-48-0.
- Als Herausgeber und Buchgestalter: What is man? Windpark Books, Frankfurt am Main, 2022. ISBN 978-3-949363-06-1.
- Als Autor, Herausgeber und Buchgestalter: 2 Jahre/2 Years. Offizin Scheufele, Stuttgart, 2008. ISBN 978-3-923107-45-2.